# Hoplodrina alsinides
Hoplodrina alsinides là một loài bướm đêm trong họ Noctuidae.